# Spencer Dinwiddie
Spencer Gray Dinwiddie (Woodland Hills, 6 aprile 1993) è un cestista statunitense di ruolo playmaker, professionista in NBA con gli Charlotte Hornets.

## Biografia
Ha un fratello di nome Taylor, e ha avuto un figlio dalla sorella del cestista André Roberson.

## Caratteristiche tecniche
Può giocare sia da playmaker, che da guardia, è bravo a giocare in penetrazione, in isolamento, in pick and roll, a tirare da 3 punti, ad andare a concludere al ferro e a fornire assist ai compagni. La sua freddezza gli consente di essere decisivo nei clutch time.

## Carriera

### Detroit Pistons (2014-2016)

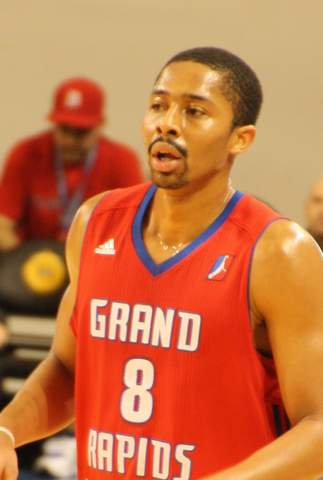
Dinwiddie con la canotta dei Grand Rapids Drive

Dopo tre stagioni in NCAA con i Colorado Buffaloes (di cui l'ultima chiusa con oltre 14 punti di media a partita) viene scelto alla trentottesima chiamata del Draft NBA 2014 dai Detroit Pistons.
Il 1º marzo 2015, mise a referto 20 punti e 8 assist nella sconfitta esterna contro gli Washington Wizards per 99-95.
Nella Motor City militò per due anni disputando in totale 46 partite (solo 1 da titolare): 34 il primo e 12 il secondo. Più di una volta è stato spedito dai pistons al club a loro affiliato in D-League, ovvero i Grand Rapids Drive.

### Chicago Bulls e D-League (2016)

#### Chicago Bulls (2016)
Il 17 giugno 2016 viene mandato ai Chicago Bulls in cambio di Cameron Bairstow che però lo tagliarono l'8 luglio, per poi venire ripreso dagli stessi Bulls 3 settimane esatte dopo il 29 luglio. Tuttavia poco prima dell'inizio (esattamente il 18 ottobre) della regular season i Bulls decisero di cedere (via trade) Tony Snell ai Milwaukee Bucks in cambio di Michael Carter-Williams. Vista la presenza in rosa di Rajon Rondo, Jerian Grant e dello stesso Carter-Williams nel ruolo di Dinwiddie, il 22 ottobre Dinwiddie venne tagliato dai Bulls.

#### D-League: Windy City Bulls (2016)
Il 31 ottobre 2016 Dinwiddie venne preso dagli Windy City Bulls, club che milita in D-League affiliato ai Chicago Bulls (sua ex-squadra). In questa esperienza Dinwiddie giocò 9 partite, segnando 175 punti in totale, tenendo delle ottime medie di 19,4 punti, 8,1 assist e 3,7 rimbalzi in 37,4 minuti a partita.

### Brooklyn Nets (2016-2021)
Il 9 dicembre 2016 firmò da free agent con i Brooklyn Nets. Debuttò con i Nets nella gara esterna contro i San Antonio Spurs persa per 130-101: lui disputò 10 minuti (partendo dalla panchina) mettendo a referto 6 punti, 2 assist, 2 palle rubate e 1 rimbalzo. Il 23 dicembre 2016, nella gara persa 109-99 contro i Cleveland Cavaliers segnò 13 punti. Il 19 marzo 2017 segnò 18 punti nella gara persa 111-104 contro i Dallas Mavericks.

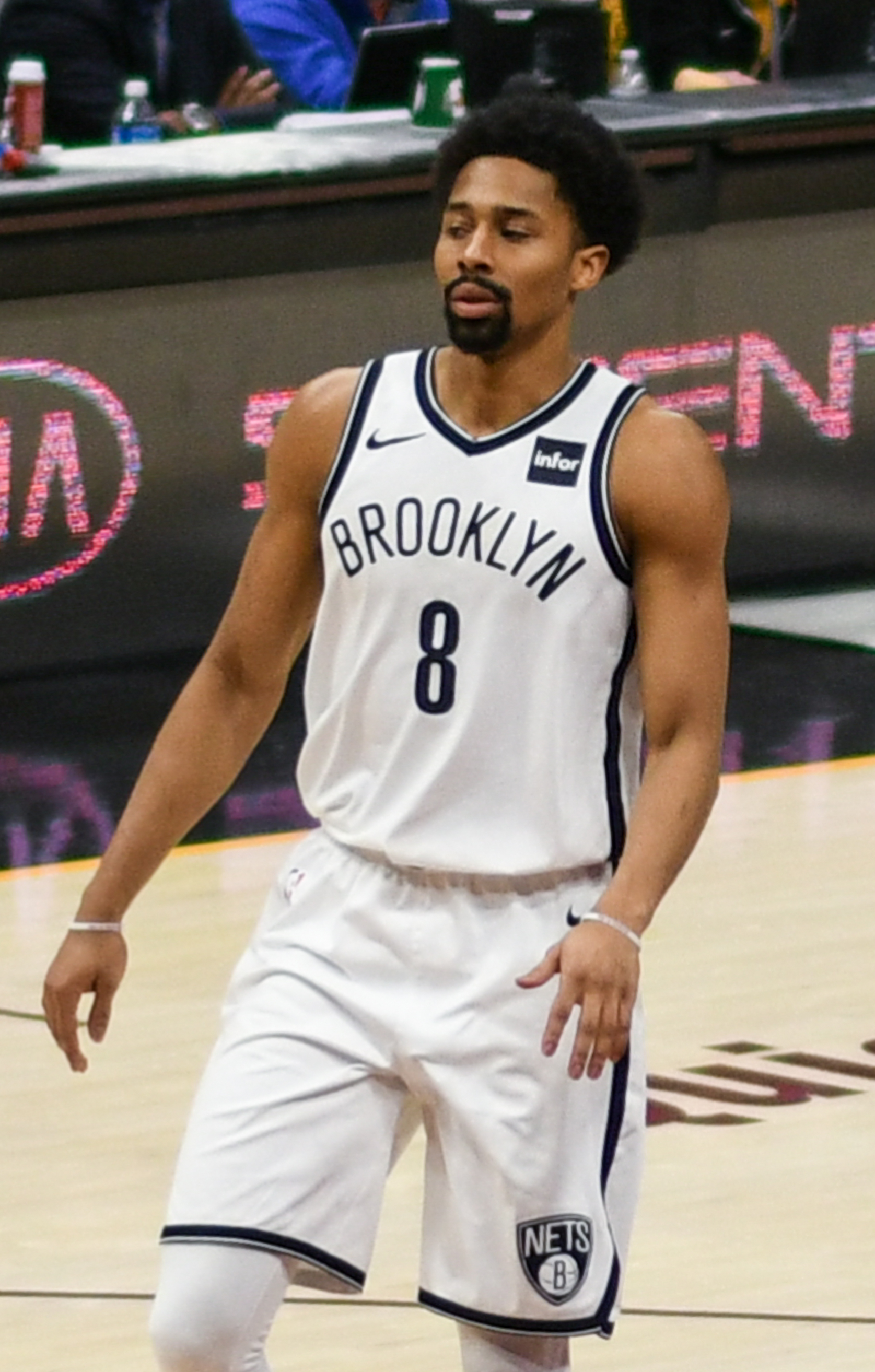
Dinwiddie con la canotta dei Brooklyn Nets

La stagione successiva fece ancora parte del roster e trovò molto spazio grazie agli infortuni di Jeremy Lin e D'Angelo Russell. Tant'è che l'8 gennaio 2018, a seguito delle ottime prestazioni fornite, i Nets gli prolungarono il contratto fino al termine della stagione. Il giorno successivo segnò 31 punti nella gara persa per 114-113 in casa all'overtime contro i Toronto Raptors in 41 minuti di gioco (in cui totalizzò anche 5 rimbalzi e 8 assist). Il 21 gennaio segnò 22 punti nella vittoria per 101-100 in casa contro i Detroit Pistons, sua ex squadra. Il 18 febbraio, durante l'All-Star weekend, vinse lo Skills Challenge.
Rimase con i Nets pure l'anno successivo venendo confermato come riserva di D'Angelo Russell, mentre Jeremy Lin, ormai scavalcato da Dinwiddie nelle rotazioni, venne ceduto agli Atlanta Hawks; le sue ottime prestazioni fornite dal play ex-Detroit Pistons nel corso della stagione 2018-2019 gli valsero un rinnovo triennale del contratto coi Nets a 34 milioni di dollari complessivi firmato il 14 dicembre 2018. Il 25 novembre 2018 realizzò (da subentrante) 31 punti nella sconfitta per 127-125 contro i Philadelphia 76ers. Il 13 dicembre 2018 (un giorno prima della firma dell'estensione contrattuale) si rese protagonista di un'altra grande prestazione contro i Philadelphia 76ers segnando il proprio career-high di 39 punti contro la franchigia della Pennsylvania. Il 27 dicembre 2018 giorni dopo realizzò (in uscita dalla panchina) una doppia doppia di ben 37 punti e 11 assist nella sfida vinta dopo 2 overtime contro gli Charlotte Hornets per 134-132; con quella sfida lui arrivò al suo terzo match da 30 punti in uscita dalla panchina in una sola stagione, eguagliando il record di franchigia stabilito da Clifford T. Robinson nella stagione 1980-1981. Il 7 marzo 2019 segnò 28 punti nella vittoria per 113-107 contro i Cleveland Cavaliers, diventando il giocatore dei Nets con più partite da 20 o più punti in una stagione (14 per la precisione) superando Darryl Dawkins, Purvis Short e Orlando Woolridge fermi a 13. Il 10 marzo invece superò Armen Gilliam per punti segnati da un giocatore dei Nets in uscita dalla panchina nel successo per 114-112 contro gli Atlanta Hawks contro cui segnò 23 punti. A fine anno, con i suoi 16,8 punti di media in 68 partite in uscita dalla panchina, contribuì all'arrivo dei Nets ad arrivare sesti tornando così ai playoffs. In post-season tenne 12,5 punti di media, ma i Nets uscirono a gara-5 contro Philadelphia.

### Washington Wizards (2021-)
Il 6 agosto 2021 passa ai Washington Wizards.
Ai Wizards divenne il playmaker titolare e dopo le prime 14 partite i Wizards erano 4 a est con il record di 10-4

## Statistiche

### NCAA
| Anno      | Squadra            | PG | PT | MP   | TC%  | 3P%  | TL%  | RP  | AP  | PRP | SP  | PP   |
| --------- | ------------------ | -- | -- | ---- | ---- | ---- | ---- | --- | --- | --- | --- | ---- |
| 2011-2012 | Colorado Buffaloes | 36 | 36 | 27,4 | 40,2 | 43,8 | 81,6 | 3,6 | 1,8 | 0,8 | 0,3 | 10,0 |
| 2012-2013 | Colorado Buffaloes | 33 | 33 | 32,5 | 41,5 | 33,8 | 82,5 | 3,2 | 3,0 | 1,3 | 0,5 | 15,3 |
| 2013-2014 | Colorado Buffaloes | 17 | 17 | 31,1 | 46,6 | 41,3 | 85,7 | 3,1 | 3,8 | 1,5 | 0,2 | 14,7 |
| Carriera  | Carriera           | 86 | 86 | 30,1 | 42,0 | 38,6 | 83,0 | 3,3 | 2,6 | 1,1 | 0,3 | 13,0 |

#### Massimi in carriera
- Massimo di punti: 29 vs Colorado State (5 dicembre 2012)[34]
- Massimo di rimbalzi: 9 vs Southern California (26 gennaio 2012)
- Massimo di assist: 7 (4 volte)
- Massimo di palle rubate: 6 vs Jackson State (16 novembre 2013)
- Massimo di stoppate: 2 (5 volte)
- Massimo di minuti giocati: 43 vs Texas Southern (27 novembre 2012)

### NBA

#### Regular Season
| Anno      | Squadra          | PG  | PT  | MP   | TC%  | 3P%  | TL%  | RP  | AP  | PRP | SP  | PP   |
| --------- | ---------------- | --- | --- | ---- | ---- | ---- | ---- | --- | --- | --- | --- | ---- |
| 2014-2015 | Detroit Pistons  | 34  | 1   | 13,4 | 30,2 | 18,5 | 91,2 | 1,4 | 3,1 | 0,6 | 0,2 | 4,3  |
| 2015-2016 | Detroit Pistons  | 12  | 0   | 13,3 | 35,2 | 10,0 | 57,6 | 1,4 | 1,8 | 0,3 | 0,0 | 4,8  |
| 2016-2017 | Brooklyn Nets    | 59  | 18  | 22,6 | 44,4 | 37,6 | 79,2 | 2,8 | 3,1 | 0,7 | 0,4 | 7,3  |
| 2017-2018 | Brooklyn Nets    | 80  | 58  | 28,8 | 38,7 | 32,6 | 81,3 | 3,2 | 6,6 | 0,9 | 0,3 | 12,6 |
| 2018-2019 | Brooklyn Nets    | 68  | 4   | 28,1 | 44,2 | 33,5 | 80,6 | 2,4 | 4,6 | 0,6 | 0,3 | 16,8 |
| 2019-2020 | Brooklyn Nets    | 64  | 49  | 31,2 | 41,5 | 30,8 | 77,8 | 3,5 | 6,8 | 0,6 | 0,3 | 20,6 |
| 2020-2021 | Brooklyn Nets    | 3   | 3   | 21,3 | 37,5 | 28,6 | 100  | 4,3 | 3,0 | 0,7 | 0,3 | 6,7  |
| 2021-2022 | Wash. Wizards    | 44  | 44  | 30,2 | 37,6 | 31,0 | 81,1 | 4,7 | 5,8 | 0,6 | 0,2 | 12,6 |
| 2021-2022 | Dallas Mavericks | 23  | 7   | 28,3 | 49,8 | 40,4 | 72,5 | 3,1 | 3,9 | 0,7 | 0,3 | 15,8 |
| 2022-2023 | Dallas Mavericks | 53  | 53  | 34,1 | 45,5 | 40,5 | 82,1 | 3,1 | 5,3 | 0,7 | 0,3 | 17,7 |
| 2022-2023 | Brooklyn Nets    | 26  | 26  | 35,3 | 40,4 | 28,9 | 79,7 | 4,1 | 9,1 | 1,1 | 0,3 | 16,5 |
| 2023-2024 | Brooklyn Nets    | 48  | 48  | 30,7 | 39,1 | 32,0 | 78,1 | 3,3 | 6,0 | 0,8 | 0,2 | 12,6 |
| 2023-2024 | L.A. Lakers      | 28  | 4   | 24,2 | 39,7 | 38,9 | 88,0 | 1,7 | 2,4 | 0,5 | 0,5 | 6,8  |
| 2024-2025 | Dallas Mavericks | 79  | 30  | 27,0 | 41,6 | 33,4 | 80,2 | 2,6 | 4,4 | 0,9 | 0,2 | 11,0 |
| Carriera  | Carriera         | 621 | 345 | 27,7 | 41,4 | 33,3 | 79,6 | 3,0 | 5,1 | 0,7 | 0,3 | 13,0 |

#### Play-off
| Anno     | Squadra          | PG | PT | MP   | TC%  | 3P%  | TL%  | RP  | AP  | PRP | SP  | PP   |
| -------- | ---------------- | -- | -- | ---- | ---- | ---- | ---- | --- | --- | --- | --- | ---- |
| 2016     | Detroit Pistons  | 1  | 0  | 2,0  | 100  | -    | -    | 0,0 | 1,0 | 0,0 | 0,0 | 2,0  |
| 2019     | Brooklyn Nets    | 5  | 0  | 26,2 | 43,5 | 37,5 | 71,4 | 2,6 | 1,6 | 0,4 | 0,0 | 14,6 |
| 2022     | Dallas Mavericks | 18 | 3  | 27,8 | 41,7 | 41,7 | 82,1 | 2,4 | 3,6 | 0,8 | 0,3 | 14,2 |
| 2023     | Brooklyn Nets    | 4  | 4  | 39,8 | 43,1 | 38,9 | 68,2 | 3,3 | 6,5 | 1,3 | 0,3 | 16,5 |
| 2024     | L.A. Lakers      | 5  | 0  | 14,6 | 35,7 | 25,0 | 50,0 | 1,4 | 1,6 | 0,4 | 0,2 | 3,0  |
| Carriera | Carriera         | 33 | 7  | 26,2 | 42,2 | 39,7 | 76,1 | 2,3 | 3,3 | 0,7 | 0,2 | 12,5 |

#### Massimi in carriera
- Massimo di punti: 41 vs San Antonio Spurs (19 dicembre 2019)[35]
- Massimo di rimbalzi: 12 vs Philadelphia 76ers (2 febbraio 2022)
- Massimo di assist: 16 (2 volte)
- Massimo di palle rubate: 4 (4 volte)
- Massimo di stoppate: 3 (2 volte)
- Massimo di minuti giocati: 51 vs Los Angeles Lakers (12 gennaio 2023)

### G League
| Anno      | Squadra          | PG | PT | MP   | TC%  | 3P%  | TL%  | RP  | AP  | PRP | SP  | PP   |
| --------- | ---------------- | -- | -- | ---- | ---- | ---- | ---- | --- | --- | --- | --- | ---- |
| 2014-2015 | G. Rapids Drive  | 7  | 7  | 29,7 | 39,0 | 35,5 | 90,9 | 3,4 | 5,4 | 0,7 | 0,1 | 13,0 |
| 2015-2016 | G. Rapids Drive  | 13 | 13 | 33,7 | 42,1 | 34,0 | 86,9 | 3,5 | 6,0 | 2,2 | 0,7 | 14,7 |
| 2016-2017 | Windy City Bulls | 9  | 9  | 37,4 | 47,9 | 41,4 | 80,3 | 3,7 | 8,1 | 2,2 | 0,6 | 19,4 |
| Carriera  | Carriera         | 29 | 29 | 33,9 | 43,4 | 36,5 | 84,7 | 3,5 | 6,5 | 1,8 | 0,5 | 15,8 |

## Palmarès
- NBA Skills Challenge (2018)